# Sinar
Sinar AG — швейцарская компания, производитель фотоаппаратов среднего и большого форматов. В 2013 году приобретена компанией Leica Camera.

## История
Компания основана в 1947 году швейцарским фотографом Карлом Гансом Кохом (Carl Hans Koch). Название SINAR — акроним от слов: Studio, Industry, Nature, Architecture, Reproduction. Кох намеревался производить высококачественные, простые в использовании фотоаппараты большого формата.
Его дед Карл Август Кох (1845—1897) в 1865 году отправился в Марсель, чтобы изучить недавно открытый коллодионный процесс. Вернувшись в Швейцарию, он работал в фотостудии «Gyr and Koch» в городе Лангенталь. В 1870-е он делал портреты, фотографировал Альпы и города Швейцарии во время путешествий.
В конце 1870-х он переехал в город Шаффхаузен, где работал фотографом, а затем основал собственную портретную студию в 1886 году.
Ганс Карл Кох (Hans Carl Koch 1885—1934) вступил во владение студией в 1911 году. Он расширил бизнес, и начал продавать фотоматериалы и оборудование для фотографов, обучал любителей. В свободное время он фотографировал пейзажи и архитектуру. После смерти Ганс Карла бизнес перешёл его жене — Кате Кох-Кюблер (Käthe Koch-Kübler). Их сын Карл Ганс Кох (1916—2005) в 1937 году закончил Венский колледж Graphischen Lehr- und Versuchsanstalt по специальности «профессиональный фотограф». Во время Второй мировой войны он служил в звании лейтенанта в военно-воздушных силах армии Швейцарии.
В 1947 году была создана компания Sinar. Жена Коха Хильдегард Кох-Абегг (Hildegard Koch-Abegg) разработала первую модульную камеру компании, которая начала продаваться в 1947 году под названием «Sinar». Камера «Sinar Norma» продавалась с 1948 года по 1970 год.
Sinar разработал технологию фотоаппаратов с нессимметричным смещением объективной доски и задника относительно оптической оси. Традиционные камеры поддерживали симметричное смещение. Камеры Sinar позволяли быстро менять формат кадра: 4×5 или 5×7 или 8×10 дюймов. Камеры Sinar используются для фотографирования архитектуры, пейзажа, студийной работы.
Sinar производил различные адаптеры для камер компаний Plaubel, Linhof и Toyo. Задники серии Zoom позволяли использовать плёнку типа 120 и 220 — размер кадра изменялся от 6х6,45 см до 6х12 см. В начале 1990-х годов компания начала производство цифровых задников для своих камер.
В сентябре 2009 года компания Sinar разделилась на две части: Sinar Photography AG и Femron AG. Sinar Photography AG разрабатывает, продаёт и поддерживает продукты под брендом Sinar. Компания Femron AG производит камеры и комплектующие для Sinar. Sinar Photography AG перенесла свой офис в Цюрих.
26 ноября 2013 года компания Leica Camera AG приобрела компанию Sinar Photography AG.

## Продукция

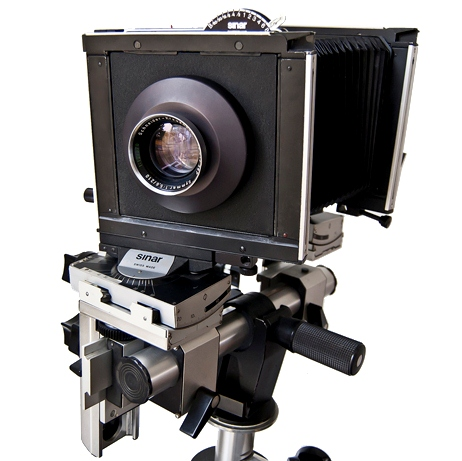
Карданная камера Sinar P формата 4×5

- Sinar Norma — Камера большого формата. Могла работать с размером кадра 4×5, 5×7 и 8×10.
- Sinar P/P2 (Perfection) — Производилась с 1970 года. Размеры кадра 4×5 to 5×7 и 8×10.
- Sinar P3 — цифровая камера среднего формата.
- Sinar F/F+/F1/F2 (Field) — плёночная камера начального уровня. Размер кадра 4×5, 5×7 (F2) и 8×10.
- Sinar F3 — цифровая камера среднего формата.
- Sinar C/C2 (Combination) — более дешёвая версия P/P2. Комбинация задника камеры P/P2 и объективной доски F/F1/F2.
- Sinar X — версия P2 с форматом кадра только 4×5.
- Sinar Alpina/A1 — в 1970-е продавалась под названием Zone VI.
- Sinar Handy — размер кадра 4х5.
- Sinar E — редкая камера начала 1990-х. Соединялась с компьютером, компьютер рассчитывал смещения объективной доски.
- Sinar m — модульная цифровая автофокусная мультиформатная камера. Может фотографировать на плёнку типа 135 и на плёнку среднего формата. Использует объективы Carl Zeiss или Hasselblad для среднего формата, объективы Nikon для плёнки типа 135.
- Sinar Hy6 — автофокусная гибридная (плёночная и цифровая) камера. Размер кадра 6×6 и 6×4,5 см (только для плёнки). Разработана совместно с компанией Franke & Heidecke — производителем фотоаппаратов Rollei. Позже из-за банкротства Franke & Heidecke система была закрыта.
- Sinar arTec — специализированная камера для съёмки архитектуры. Позволяет фотографировать на плёнку или цифровую матрицу.

В камерах Sinar используются объективы Sinaron, разработанные совместно с компанией Rodenstock GmbH.
В июле 2010 года компания выпустила сменный задник, позволяющий устанавливать на фотоаппараты Sinar, DSLR фотоаппарат, или 35 мм однообъективный зеркальный фотоаппарат компаний Canon и Nikon.